# Keeler Farm (Nuevo México)
Keeler Farm es un lugar designado por el censo ubicado en el condado de Luna en el estado estadounidense de Nuevo México. En el Censo de 2010 tenía una población de 1305 habitantes y una densidad poblacional de 44,23 personas por km².

## Geografía
Keeler Farm se encuentra ubicado en las coordenadas 32°18′58″N 107°45′37″O / 32.31611, -107.76028. Según la Oficina del Censo de los Estados Unidos, Keeler Farm tiene una superficie total de 29.5 km², de la cual 29.5 km² corresponden a tierra firme y (0%) 0 km² es agua.

## Demografía
Según el censo de 2010, había 1305 personas residiendo en Keeler Farm. La densidad de población era de 44,23 hab./km². De los 1305 habitantes, Keeler Farm estaba compuesto por el 73.56% blancos, el 0.69% eran afroamericanos, el 1.92% eran amerindios, el 0% eran asiáticos, el 0% eran isleños del Pacífico, el 20.23% eran de otras razas y el 3.6% pertenecían a dos o más razas. Del total de la población el 56.78% eran hispanos o latinos de cualquier raza.